# 히브리인
히브리 민족(Heberites, Eberites, Hebreians, descendants of biblical Patriarch Eber; עברים, 표준 히브리어 ʿIvrim, 티베리아 히브리어 ʿIḇrîm; 또는 עבריים 표준 히브리어 ʿIvriyyim, 티베리아 히브리어 ʿIḇriyyîm) 또는 이스라엘 민족은 가나안(Canaan, 카난)이라고 불리던 레반트 지방(지금의 팔레스타인, 시나이반도, 레바논 및 시리아의 지중해 연안)에 살던 민족이다.

## 역사
히브리인은 농경 민족으로, 예루살렘이나 사마리아 같은 왕궁과 사저 외에는 농촌 지역이었다. 농촌은 점점 분산되어 최소 300명에서 최대 500명까지의 인구를 가진 촌락이 되었고 멀리 떨어져 한 가족만으로 구성되어 있는 집단도 적지 않았다. 이렇게 히브리 공동체는 적은 수의 구성원을 가진 공동체로 성장하였다.
후기 청동기 시대 (1550–1150 BC)
가나안 사람들은 중기 청동기 시대 (기원전 2100-1550년) 에 고고학적으로 증명되었다. 후기 청동기 시대 (기원전 1550-1200년) 동안 가나안의 대부분은 이집트 신왕국 에 조공을 바치는 속국을 형성했다. 후기 청동기 시대의 붕괴 로 가나안은 혼란에 빠졌고 이집트의 지배권은 완전히 무너졌다. 하솔, 벧스안, 므깃도, 에크론, 아쉬돗 및 아스글론은 손상되거나 파괴되었다.
'이스라엘'이라는 이름은 기원전 1200년경의 고대 이집트 비문인 메르넵타 석비에서 처음 언급된다. 이스라엘인의 조상은 이 지역에 뿌리를 둔 고대 셈어를 사용하는 민족으로 추정된다. 이 지역의 사람들은 성서의 창세기의 족장들이나 출애굽기의 이스라엘 족속처럼 기근을 피하거나 직업을 얻기 위해 이집트로 이주하거나 이집트에서 다시 가나안으로 돌아오기를 반복했었으며, 이는 이집트 내의 셈족 도시 아바리스와 베니 하산 무덤 벽화를 통해서도 확인된다. 현대 고고학 기록에 따르면, 이스라엘인과 그들의 문화는 가나안 민족과 그들의 문화에서 발전된 독특한 단일신 신앙을 통해 분리되었다. 이들은 성서 히브리어로 알려진 고대 히브리어를 사용했다.
기원전 1200년경 무렵, 기후 변화와 사회 변화로 인해 고원 지대에서 유목 생활을 하며 도시인들에게서 곡물을 사먹던 유목민들이 도시들이 쇠락하자 곡물을 자체적으로 생산해야 해서 정착 생활로 바꾸어 정착하게 된 것이 이스라엘의 시작이었을 것으로 추정된다. 유목민이 주류였지만, 가나안의 도시 왕국들에서 이탈한 사회 하층민 계층("하비루 Habiru / 아피루 Apiru"는 사회적 하층민을 가리키는 명칭) 역시 초기 이스라엘의 일부가 되었을 것으로 추정된다.
이스라엘이 메르넵타 비문에 등장한 시기인 기원전 1200년경과 비슷한 시기부터 블레셋 사람들은 남쪽 해안 평야에 정착했다.
철기 시대 I (기원전 1150-950년)
고고학자 Paula McNutt 는 다음과 같이 말한다: "아마도 철기 시대의 (가나안)의 사람들이 스스로를 '이스라엘인'으로 인식하기 시작한 것 같습니다. "혼인 금지, 가족사 및 계보, 종교 등을 통해 이웃과 차별화 하였을 것입니다".
후기 청동기 시대에는 고지대에 약 25개 정도의 마을이 있었지만 1차 철기 시대 말에는 300개 이상으로 증가했고 정착 인구는 20,000명에서 40,000명으로 두 배가 되었다.  마을은 북쪽에 더 많고 더 컸으며 아마도 유적을 남기지 않은 목가적 유목민과 고원을 공유했을 것이다.  이 마을 사람들의 기원을 추적하려는 고고학자와 역사가들은 그들을 특별히 이스라엘인 으로 정의할 수 있는 어떤 특징도 식별 할 수 없음을 발견했다. 이스라엘 사이트를 구별하는 데 사용되었던 네방형(four-room) 집이나 collared-rim 항아리들은 고지대 밖에서도 확인되었기에 이스라엘 사이트를 구별하는 데 사용될 수 없게 되었다.  고지대 마을의 도자기는 저지대 가나안 지역의 도자기보다 훨씬 제한적이지만 유형적으로는 이전의 가나안 도자기에서 발전했다.  이스라엘 핀켈슈타인(Israel Finkelstein)은 초기 고지대 일부를 구별하는 타원형 또는 원형 레이아웃과 언덕 지역에서 눈에 띄는 돼지 뼈의 부재가 인종의 표식으로 간주될 수 있다고 제안했지만 다른 학자들은 이것이 " 고지 생활에 대한 상식적인 "적응이며 반드시 기원을 드러내는 것은 아니라고 반박하였다.  다른 아람 유적지도 초기 가나안 및 후기 블레셋 발굴과 달리 그 당시 돼지 유해가 동시대에 없었다는 것을 보여다.
The Bible Unearthed (2001) 에서 Finkelstein과 Silberman은 최근 연구를 요약했다. 그들은 1967년까지 팔레스타인 서부 고원지대에 있는 이스라엘의 심장부가 사실상 고고학적 미지의 땅 이었다고 설명했다 . 그 이후로 유다 지파, 베냐민 지파, 에브라임 지파, 므낫세 지파의 전통적인 영토를 집중적으로 조사했다. 이러한 조사는 철기 시대 초기에 이스라엘 땅에 존재했던 블레셋과 가나안 사회와 대조되는 새로운 문화의 갑작스러운 출현을 드러냈다. 이 새로운 문화는 돼지고기가 부족하고(어디서나 블레셋 식단의 20%를 돼지고기가 차지함), 고도로 장식된 도자기를 사용하는 블레셋/가나안 관습을 포기하고 할례를 시행하는 것이 특징이다. 이스라엘 민족의 정체성은 출애굽과 그에 따른 정복 이 아니라 기존 가나안-블레셋 문화의 변형에서 비롯되었다.
이러한 조사는 초기 이스라엘 연구에 혁명을 일으켰습니다. 모두 몇 세대에 걸쳐 형성된 것으로 보이는 빽빽한 고원 촌락 네트워크의 유적 발견은 기원전 1200년경 가나안 중앙 산악 지대에서 극적인 사회적 변화가 일어났음을 시사했습니다. 폭력적인 침략의 흔적이나 명확하게 정의된 민족 집단의 침투조차 없었습니다. 대신 라이프 스타일의 혁명인 것 같았습니다. 남쪽 유다 산에서 북쪽 사마리아 산에 이르기까지 인구가 희박했던 고지대에 와해되고 와해되고 있던 가나안 성읍들에서 멀리 떨어진 곳에서 갑자기 약 250개의 산꼭대기 공동체가 생겨났습니다. 여기에 최초의 이스라엘인이 있었습니다. These surveys revolutionized the study of early Israel. The discovery of the remains of a dense network of highland villages – all apparently established within the span of few generations – indicated that a dramatic social transformation had taken place in the central hill country of Canaan around 1200 BCE. There was no sign of violent invasion or even the infiltration of a clearly defined ethnic group. Instead, it seemed to be a revolution in lifestyle. In the formerly sparsely populated highlands from the Judean hills in the south to the hills of Samaria in the north, far from the Canaanite cities that were in the process of collapse and disintegration, about two-hundred fifty hilltop communities suddenly sprang up. Here were the first Israelites.
따라서 현대 학자들은 이스라엘이 가나안 고지에 있던 기존 백성들로부터 평화롭게 내부적으로 발생했다고 본다.
광범위한 고고학적 발굴은 초기 철기 시대 동안 이스라엘 사회의 모습을 제공했다. 고고학적 증거는 마을과 같은 사회를 나타내지만 자원이 더 제한적이고 인구가 적습니다. 이 기간 동안 이스라엘인들은 주로 작은 마을에 살았는데, 그 중 가장 큰 마을은 인구가 300~400명 정도였다. 그들의 마을은 언덕 꼭대기에 지어졌다. 그들의 집은 공동 뜰 주위에 무리지어 지어졌다. 그들은 돌 기초와 때로는 나무로 만든 2층이 있는 흙벽돌로 방이 서너 개 있는 집을 지었습니다. 주민들은 농사와 목축업을 하며 살았다. 그들은 산비탈에 테라스를 만들어 농사를 짓고 다양한 작물을 심고 과수원을 유지했다. 마을은 대체로 경제적으로 자급자족했고 경제적 교류가 만연했다. 성경에 따르면, 이스라엘 왕정이 일어나기 전에 초기 이스라엘 사람들은 성경에 나오는 재판관들 에 의해 인도되었다. 학자들은 이 기록의 역사성에 대해 의견이 분분하다. 그러나 지역 추장과 정치가 보안을 제공했을 가능성이 있다. 작은 마을은 성벽이 없었지만 그 지역의 주요 도시의 주체였을 가능성이 높습다. 기록 및 문자의 사용은 작은 사이트/지역에도 보급되었고 기록이 가능해졌다.
이스라엘과 유다 왕국의 초기 존재와 그 범위와 권세에 대해서는 논쟁이 있다. 이스라엘 연합 왕국이 있었는지 확실하지 않다. 통일 이스라엘 왕국에 대해 현대 고고학에서 상당한 지분을 차지했던 이론은 이스라엘 핀켈슈타인이 제시한 '저연대Low Chronology' 이론이다.:59–61 이 이론에서 제시하는 층서학적 모델에 따르면, 그동안 통일 이스라엘 왕국의 것으로 인식되던 유물이나 유적들(게셀, 므깃도, 하솔의 마병장)은 기원전 10세기가 아닌 기원전 9세기로 비정되는 것이 타당하다. 그리고 다윗 왕은 기원전 10세기~9세기로 비정하는데, 강한 왕권을 가졌다기 보단 유다의 소규모 부족의 족장 수준의 인물로 북이스라엘 왕국과는 무관하다고 본다. 그는 기원전 10세기에 기브온-기브아 고원을 기반으로 급작스럽게 정치 세력이 형성되고 성서의 시삭인 쇼솅크 1세에 의해 파괴된 후 작은 도시 국가들로 분열되어 회귀하였으며, 이후 기원전 950년에서 900년 사이에 또 다른 정치 세력이 북부 고지대에서 나타나 결국 이스라엘 왕국의 전신으로 간주될 수 있는 디르사를 수도로 삼았다고 주장하기도 하였다. 그러나, 그의 저연대 이론과 달리 그의 기브아-기브온이나 디르사 정치 세력 등에 대한 이스라엘 왕국의 초기 발전사에 대한 해석은 학계의 비판을 받았는데, 또 다른 학자인 윌리엄 데버는 그의 해석에 대해 "수많은 오류, 잘못된 표현, 지나친 단순화, 모순"으로 가득 차 있다 말하며 가혹하게 비판했고, 아론 버키는 성경 및 성경 외적 출처로 증명할 수 없는 여러 가지 추측을 담고 있다는 말을 남겼다. 또한, 저연대 이론 역시 모든 고고학자들이 동의하는 주장은 아니다. 아미하이 마자르 교수가 그 대표적인 예신데, 예루살렘과 기원전 11-10세기의 유적인 키르벳 케이야파에 대한 발굴조사가 진행됨에 따라 오늘날 일부 고고학자들은 기원전 11-10세기의 통일 이스라엘 왕국의 존재를 인정한다.
어느 한쪽이 절대적이라고 보기 어렵기에 일반적으로 현대의 역사학자들과 고고학자들은 북쪽 이스라엘 왕국이 ca. 기원전 900년에는, 그리고 유다 왕국은 ca. 기원전 850년에는 존재했을 것으로 본다. 
철기 시대 II (기원전 950–587년)

이스라엘 왕국은 두 왕국 중 더 번영했고 곧 지역 강국으로 발전했다. 오므리 왕조 시대 이스라엘은 사마리아 , 갈릴리, 요단 계곡 상류, 샤론 및 트랜스요르단의 대부분을 통제했다.  사마리아는 레반트에서 가장 큰 철기 시대 구조물 중 하나의 본거지였다. 
고전 시대

이스라엘 왕국과 유다 왕국

북이스라엘은 기원전 8세기에 아시리아의 살마네세르 5세에 의해 멸망하였고 기원전 586년에는 신바빌로니아의 왕이었던 네부카드네자르 2세가 예루살렘을 포위하고 제1차 성전을 파괴하였으며 남유다의 지배층을 추방하였다. 당시 유다는 신바빌로니아의 일부가 되었으며 유다에 남은 유대인들은 나라를 잃게 되었다. 바빌론 유수는 기원전 539년에 페르시아가 바빌론을 정복하고 추방된 유대인들이 유다로 돌아와 성전을 다시 지을 수 있도록 함으로써 끝났다. 제2차 성전은 기원전 515년에 건설이 끝났다. 페르시아령 유다는 페르시아 제국이 알렉산드로스 대제에게 멸망하는 기원전 333년까지 제국에서 평화로운 지역에 속했다. 유대인들은 이후 다시 기원전 140년에서 36년까지 하스모니안 왕조 아래에서 정치적으로 독립을 유지한다.
그 후 유대인들의 땅은 페르시아 제국이 알렉산드로스에게 정복당한 후, 시리아 지역에서 알렉산드로스 제국을 승계 셀레우코스(Seleucid) 왕조의 지배하에 들어갔다. 셀레우코스 왕조의 안티오코스 4세 에피파네스가 예루살렘의 성전을 제우스 신전으로 바꾸려 하자 유대교 정통파들은 마카비 가문(Maccabees)의 지도로 반란을 일으켜 독립된 유대인 왕국을 세웠는데 당시 에피파네스 왕조의 반유다주의 및 마카비 가문의 반란은 구약성서의 외경 중 '마카비 상, 하'에 나와 있다. 마카비 가문의 반란으로 세워진 왕조를 하스모니안 왕조(Hasmonaean Dynasty)라 하는데 기원전 165년부터 기원전 63년 약 100년간 독립을 유지했다. 하지만 기원전 63년 로마 제국의 지배하에 들어가 유다이아(Judaea) 주로 편입되었다. 기원후 66년 유대인들은 총독과 세리를 통해 자신들을 탄압하고 수탈하는 로마 제국에 대해 제1차 유다-로마 전쟁을 일으켜 저항하였으나 베스파시아누스와 티투스는 이를 철저히 진압하고 성전을 파괴했다. 이들은 제1차 유대-로마 전쟁으로 예루살렘이 함락되고 바르 코크바의 반란이 실패로 돌아간 후 135년에 로마 제국에 의해 모두 예루살렘으로의 출입이 금지되었다. 이들의 후손은 유대인과 사마리아인으로 나누어 졌으며 이 두 민족은 이후 수백년간 서로를 적대하게 된다.

## 문화
히브리인의 자녀들은 어머니가 양육했다. 동생이 태어나지 않을 경우 3~4살까지 아이에게 젖을 먹였는데 젖을 떼고 이유식을 할 때에는 의식을 치렀다. 남자 아이의 경우 아버지를 따라 부친이나 다른 가족의 남자들이 하는 것을 배우게 되었는데, 히브리인의 경우에는 자녀를 보호의 대상으로 생각하는 소년시대가 존재하지 않았다. 소년시대가 없었던 히브리인의 자녀들은 현대인의 자녀보다 조숙했다. 히브리인의 자녀들은 이나 가축을 돌보거나 농사일을 도와야 했다. 가옥은 수면을 위한 공간으로만 이용되었고 매일의 생활 대부분은 야외에서 이뤄졌는데 보통 아이들은 어른들의 일을 거들었다.

## 같이 보기
- 사마리아인
- 유대인
- 셈족